# 木村敬一
木村敬一（日语：／ Kimura Keiichi，1990年9月11日—），日本男子游泳运动员。他曾代表日本参加2008年、2012年和2020年夏季残疾人奥林匹克运动会游泳比赛，获得一枚金牌、一枚银牌和一枚铜牌。